# Pierre Petit (directeur de la photographie)
Pour les articles homonymes, voir Petit et Pierre Petit.
Pierre Camille Petit (né le 3 janvier 1920 à Fontenay-Trésigny, en Seine-et-Marne et mort le 22 septembre 1997  à Rueil-Malmaison, dans les Hauts-de-Seine) est un directeur de la photographie français.

## Biographie
Au cinéma, Pierre Petit débute comme chef opérateur sur deux films sortis en 1947, dont Les gosses mènent l'enquête de Maurice Labro (avec François Patrice et Constant Rémy). Sa dernière contribution est pour le documentaire Carné, l'homme à la caméra de Christian-Jaque, sorti en 1985. Dans l'intervalle, il travaille sur une centaine de films, majoritairement français (s'y ajoutent plusieurs coproductions ou films étrangers).
Durant sa carrière, entre autres réalisateurs, il assiste plusieurs fois Ralph Habib (ex. : La Loi des rues en 1956, avec Silvana Pampanini et Jean-Louis Trintignant), Maurice Labro (ex. : Le fauve est lâché en 1959, avec Lino Ventura), Christian-Jaque (ex. : Les Amours de Lady Hamilton en 1968, coproduction franco-germano-italo-américaine, avec Michèle Mercier dans le rôle-titre), ou encore Michel Audiard (ex. : Elle boit pas, elle fume pas, elle drague pas, mais... elle cause ! en 1970, avec Annie Girardot).
À la télévision, entre 1958 et 1981 (aux côtés notamment de Marcel Camus), Pierre Petit est directeur de la photographie sur quatre feuilletons, quatre séries et cinq téléfilms.

## Filmographie partielle

### Au cinéma
- 1947 : Fausse Identité d'André Chotin
- 1947 : Les gosses mènent l'enquête de Maurice Labro
- 1950 : La montagne est verte de Jean Lehérissey
- 1951 : Musique en tête de Georges Combret et Claude Orval
- 1951 : Le Cas du docteur Galloy de Maurice Boutel
- 1951 : Le Roi du bla bla bla de Maurice Labro
- 1951 : Folie douce de Jean-Paul Paulin
- 1951 : L'Enfant des neiges d'Albert Guyot
- 1951 : Duel à Dakar de Georges Combret et Claude Orval
- 1951 : Monsieur Octave de Maurice Boutel
- 1951 : La Vie de Jésus de Marcel Gibaud
- 1952 : La Forêt de l'adieu de Ralph Habib
- 1952 : Le Crime du Bouif d'André Cerf
- 1952 : Adieu Paris de Claude Heymann
- 1953 : La Tournée des grands ducs d'André Pellenc et Norbert Carbonnaux
- 1953 : Week-end à Paris (Innocents in Paris), de Gordon Parry (photographie de seconde équipe)
- 1953 : La Pocharde de Georges Combret
- 1953 : Kœnigsmark de Solange Térac
- 1953 : Tambour battant de Georges Combret
- 1954 : Les Corsaires du bois de Boulogne de Norbert Carbonnaux
- 1954 : La Castiglione (La contessa di Castiglione) de Georges Combret
- 1954 : Raspoutine de Georges Combret
- 1955 : Les Hommes en blanc de Ralph Habib
- 1955 : Le Fil à la patte de Guy Lefranc
- 1955 : Les Aristocrates de Denys de La Patellière
- 1956 : Club de femmes de Ralph Habib
- 1956 : La Bande à papa de Guy Lefranc
- 1956 : La Loi des rues de Ralph Habib
- 1957 : Jusqu'au dernier de Pierre Billon
- 1957 : Les Œufs de l'autruche de Denys de La Patellière
- 1957 : L'Ami de la famille de Jacques Pinoteau
- 1957 : Escapade de Ralph Habib
- 1957 : La Roue de Maurice Delbez et André Haguet
- 1957 : Le Triporteur de Jacques Pinoteau
- 1958 : Clara et les Méchants ou Bourreaux d'enfants de Raoul André
- 1959 : Le fauve est lâché de Maurice Labro
- 1959 : Ce corps tant désiré de Luis Saslavsky
- 1959 : Les Yeux de l'amour de Denys de La Patellière
- 1959 : La Nuit des traqués de Bernard Roland
- 1959 : Ça n'arrive qu'aux vivants de Tony Saytor
- 1959 : Y'en a marre ou Ce soir on tue d'Ivan Govar
- 1960 : Préméditation d'André Berthomieu
- 1960 : Au voleur ou L'Affaire Nabob de Ralph Habib
- 1960 : Marie des Isles de Georges Combret
- 1960 : Le Panier à crabes de Joseph Lisbona
- 1960 : Fortunat d'Alex Joffé
- 1961 : Le Pavé de Paris d'Henri Decoin
- 1961 : Tendre et Violente Élisabeth d'Henri Decoin
- 1961 : Les croulants se portent bien de Jean Boyer
- 1961 : Tout l'or du monde de René Clair
- 1962 : Le Masque de fer d'Henri Decoin
- 1962 : La Gamberge de Norbert Carbonnaux
- 1962 : L'assassin est dans l'annuaire de Léo Joannon
- 1962 : Arsène Lupin contre Arsène Lupin d'Édouard Molinaro
- 1963 : Les Femmes d'abord de Raoul André
- 1963 : Fort du fou de Léo Joannon
- 1964 : Coplan prend des risques de Maurice Labro
- 1964 : Le Repas des fauves de Christian-Jaque
- 1964 : Mort, où est ta victoire ? d'Hervé Bromberger
- 1965 : Guerre secrète (The Dirty Game), film à sketches, segment de Christian-Jaque
- 1965 : Fifi la plume d'Albert Lamorisse
- 1965 : Le Gentleman de Cocody de Christian-Jaque
- 1965 : Mission spéciale à Caracas de Raoul André
- 1966 : La Seconde Vérité de Christian-Jaque
- 1966 : La Sentinelle endormie de Jean Dréville
- 1966 : Le Saint prend l'affût de Christian-Jaque
- 1966 : Un soir à Tibériade (Pitzutz B'Hatzot) d'Hervé Bromberger
- 1967 : Deux billets pour Mexico (Geheimnisse in goldenen Nylons) de Christian-Jaque
- 1968 : Le Rapace de José Giovanni
- 1968 : Les Amours de Lady Hamilton (Le calde notti di Lady Hamilton) de Christian-Jaque
- 1969 : Une veuve en or de Michel Audiard
- 1969 : Faites donc plaisir aux amis de Francis Rigaud
- 1970 : Elle boit pas, elle fume pas, elle drague pas, mais... elle cause ! de Michel Audiard
- 1970 : L'Âne de Zigliara ou Une drôle de bourrique de Jean Canolle
- 1971 : Le Cri du cormoran le soir au-dessus des jonques de Michel Audiard
- 1971 : Le drapeau noir flotte sur la marmite de Michel Audiard
- 1972 : Elle cause plus... elle flingue de Michel Audiard
- 1973 : La Brigade en folie de Philippe Clair
- 1975 : Au-delà de la peur de Yannick Andréi
- 1982 : Te marre pas... c'est pour rire ! de Jacques Besnard
- 1983 : Le Braconnier de Dieu de Jean-Pierre Darras
- 1985 : Carné, l'homme à la caméra de Christian-Jaque (documentaire)

### À la télévision (intégrale)

#### Feuilletons
- 1968 : Sylvie des trois ormes d'André Pergament
- 1973 : Molière pour rire et pour pleurer de Marcel Camus
- 1978 : Ce diable d'homme de Marcel Camus
- 1980 : Winnetou le mescalero (de) de Marcel Camus

#### Séries
- 1959 : Les Cinq Dernières Minutes, épisode Sans en avoir l'air de Claude Loursais
- 1959 : Les Cinq Dernières Minutes, épisode Dans le pétrin de Claude Loursais
- 1961 : Le Théâtre de la jeunesse, épisode Le Capitaine Fracasse de François Chatel
- 1971 : Arsène Lupin, saison 1, épisode 1 Le Bouchon de cristal de Jean-Pierre Decourt
- 1971 : Schulmeister, l'espion de l'empereur, épisodes non-spécifiés de Jean-Pierre Decourt
- 1972 : épisode Le Joueur d'échecs de la série Les Évasions célèbres
- 1974-? : Les Brigades du Tigre, épisodes indéterminés
- 1976 : L'homme d'Amsterdam
- 1989 à 1991 : Intrigues et Mésaventures, nombreux épisodes réalisés par Abder Isker, Dominique Giuliani, Emmanuel Fonlladosa, Stéphane Bertin

#### Téléfilms
- 1958 : Adélaïde de Philippe Ducrest
- 1962 : Mesdemoiselles Armande de René Lucot
- 1979 : Staline-Trotsky : Le Pouvoir et la Révolution d'Yves Ciampi
- 1981 : Nana de Maurice Cazeneuve
- 1981 : Le Roman du samedi : L'Agent secret de Marcel Camus